# Libros Vagabundos
Libros vagabundos es una asociación civil, destinada con propósito de Biblioteca callejera la cual brinda recursos literarios, préstamos de libros al público en general sin fines de lucro, originada de la influencia inspirada por movimientos multi-literarios New Wave latinoamericanos como Acción Poética o Artistas Callejeros que se han vuelto populares en los últimos años por promover una libertad de expresión y contribuir a la cultura urbana.
Iniciada el 12 de septiembre de 2012, Ganadora del Premio UVM Por el desarrollo social 2013, en Aguascalientes, con idea de Luis Hernández y cooperación de Alfonso Tapia y David Vitela.
El colectivo salió a establecer una dinámica que tendría éxito, al nivel de interesar personas a fundar grupos vinculados en diferentes ciudades de la república mexicana, al igual que en ciudades de Perú, Colombia, Honduras o República Dominicana, entre otros. Con apoyo de personalidades como el ganador del premio Miguel de Cervantes 2009, José Emilio Pacheco o comunidades locales, se ha podido establecer como un representativo de la cultura social en materia literaria

## Historia

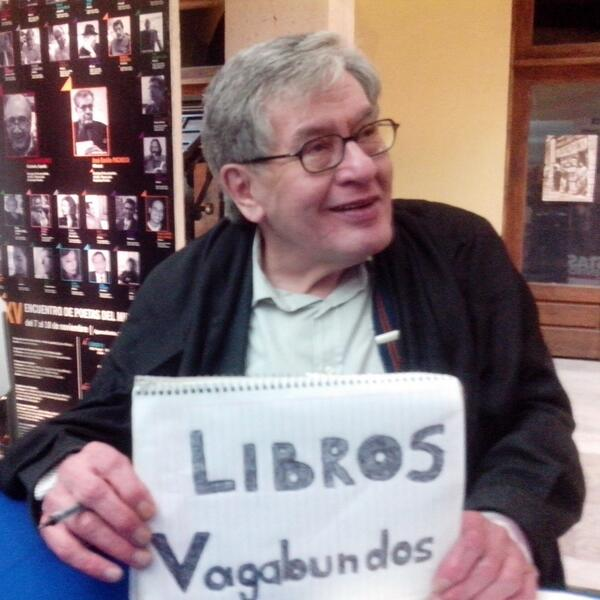
José Emilio Pacheco apoyando a Libros Vagabundos

Libros vagabundos surgió como una idea de biblioteca por parte del estudiante de preparatoria Luis Hernández, al identificar un proyecto en Ciudad Juárez, donde el trayecto de frontera y procesos superaban la hora y media de duración, por lo que muchachos se ubicaban prestando libros en la frontera con México, y la gente podía leerlos en el transcurso, y del otro lado en EE. UU. se devolvían. Compañeros de la UVM se unieron para estructurar el proyecto, y en época de la del Libro de Aguascalientes se presentaron en el  Centro histórico de Aguascalientes con un cartel en el cual nace la frase característica del grupo, "Se prestan Libros gratis" y 20 libros. Mucha gente dudó de la efecividad e incluso veracidad de la acción de prestar libros, especialmente sin fines de lucro, pero eventualmente se tuvo éxito.

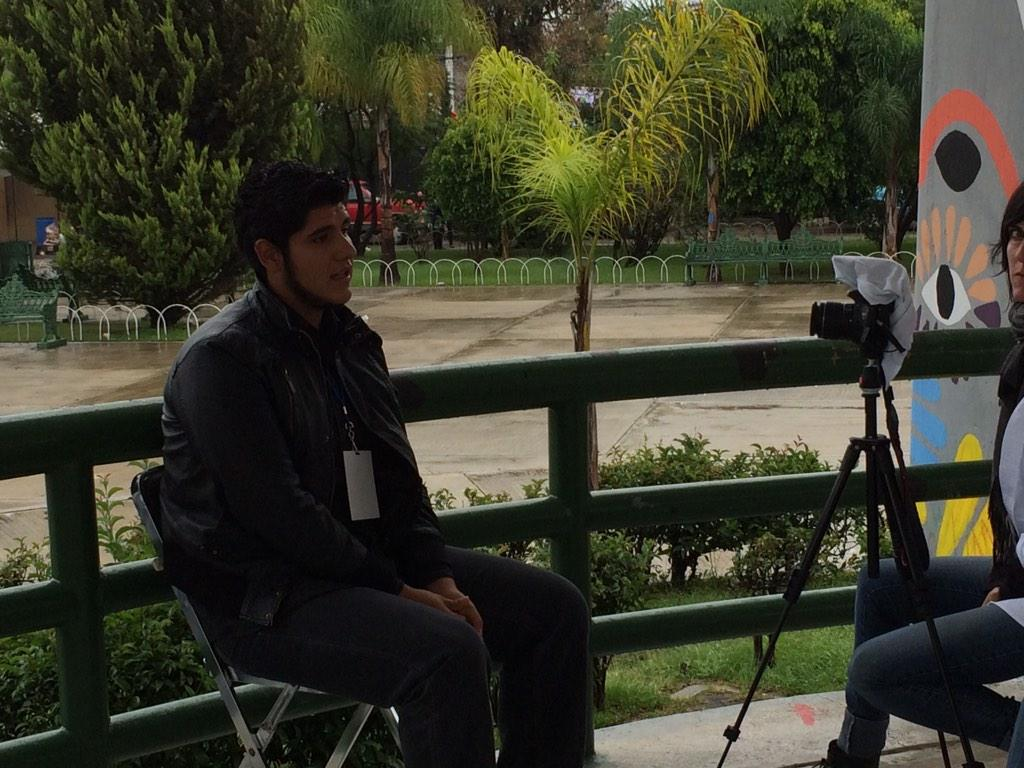
Luis Hernández, fundador de Libros Vagabundos.

Al cabo de un mes, lograron tener apoyo de CONACULTA para donar un acervo de libros, que se tendría en 3 meses, pero gracias a donaciones de la gente, que prontamente adoptó con fraternidad el proyecto, el inventario de libros creció desmesuradamente. Eventualmente se integraron nuevos Mediadores, quienes son el personal que regula la entrada y salida de libros en los horarios disponibles.
Para los 6 meses, se había logrado un incremento al acervo de 800 libros, totalmente de donaciones no reguladas, y el interés que habían provocado llamó la atención de gente de otros estados que se interesaban en formar parte de la dinámica, las redes sociales y medios locales ayudaron al proceso de expansión que gracias a la metódica creada por el colectivo, se comenzó el proceso de extender grupos representativos estatales de la organización a Xalapa y Durango que serían las primeras de una larga línea alcanzada.
La popularidad que se tuvo en el proyecto causó un problema con el Ayuntamiento del Estado de Aguascalientes, donde después de solicitar un permiso de establecimiento, la asociación tuvo que detener sus actividades por un par de semanas, varias especulaciones y falsas noticias ejercieron presión para agilizar el proceso de permiso para continuar actividades, donde se empezó el proceso de formalización del colectivo.

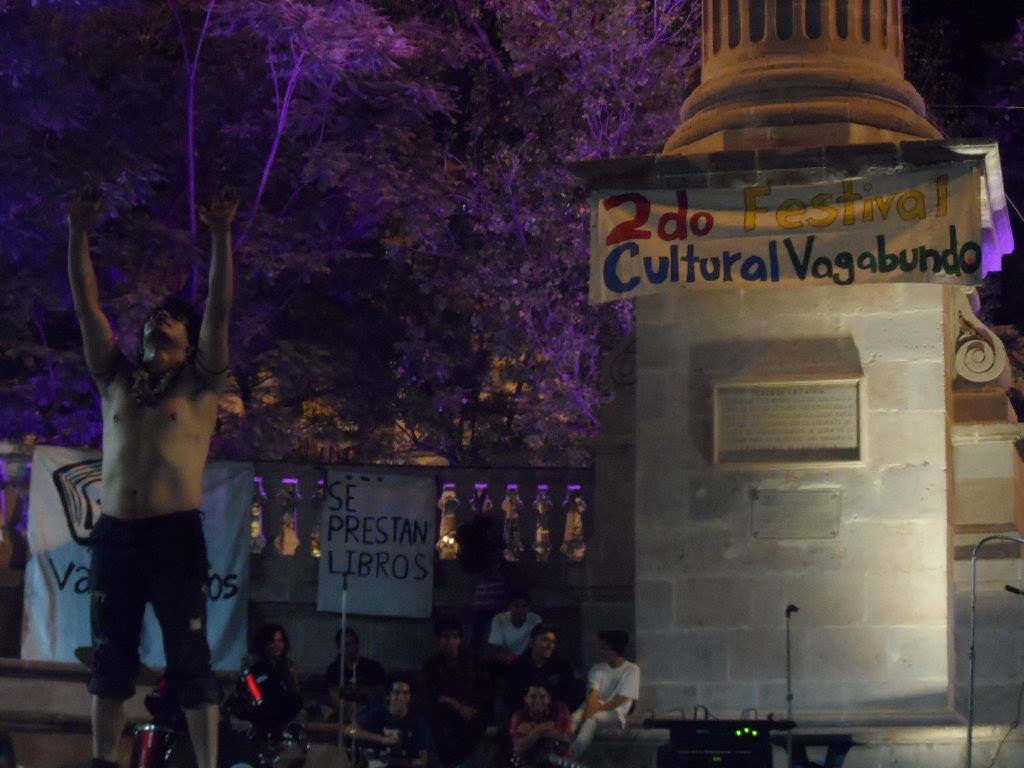
2.º Festival Vagabundo

Para su primer año habían alcanzado 18 ciudades, entre ellas su primera internacional, Mala, Perú y comenzaron a colaborar con distintos grupos sociales, tales como Greenpeace México o diferentes asociaciones civiles, apoyando grupos de lectura, Acción Poética o incluso bandas locales como "La Meskalina" o "Juine Band", pues se había convertido en un símbolo de los proyectos sociales denominados "underground" en la población mexicana. La formalización del grupo sucedió cuando el representativo del colectivo quedó ganador del Premio al Desarrollo Social UVM 2014, el cual apoyó a la organización con un presupuesto de 40 000 pesos, del que la estructura fue formalizada y las actividades estandarizadas.
Hoy en día tienen ya una estructura representada en 28 ciudades de 5 países, creciendo de manera exponencial en su 3.er año de actividades, coordinadas semi autónomamente, el grupo se ha convertido en movimiento para otros proyectos que han surgido en las zonas donde ha llegado libros vagabundos.

## Metódica de préstamo
La metódica es básica, pero muy aclamada, e incluso ofrecida como capacitación para gente que quiere formar sus propias bibliotecas callejeras
Cabe mencionar que la dinámica funciona en un ambiente de confianza, no se puede asegurar la funcionalidad del método para comprometer la seguridad e integridad del libro al cien por ciento, por eso se hace énfasis en involucrar a la ética ciudadana al momento de pedir el libro.
1. Elegir un libro

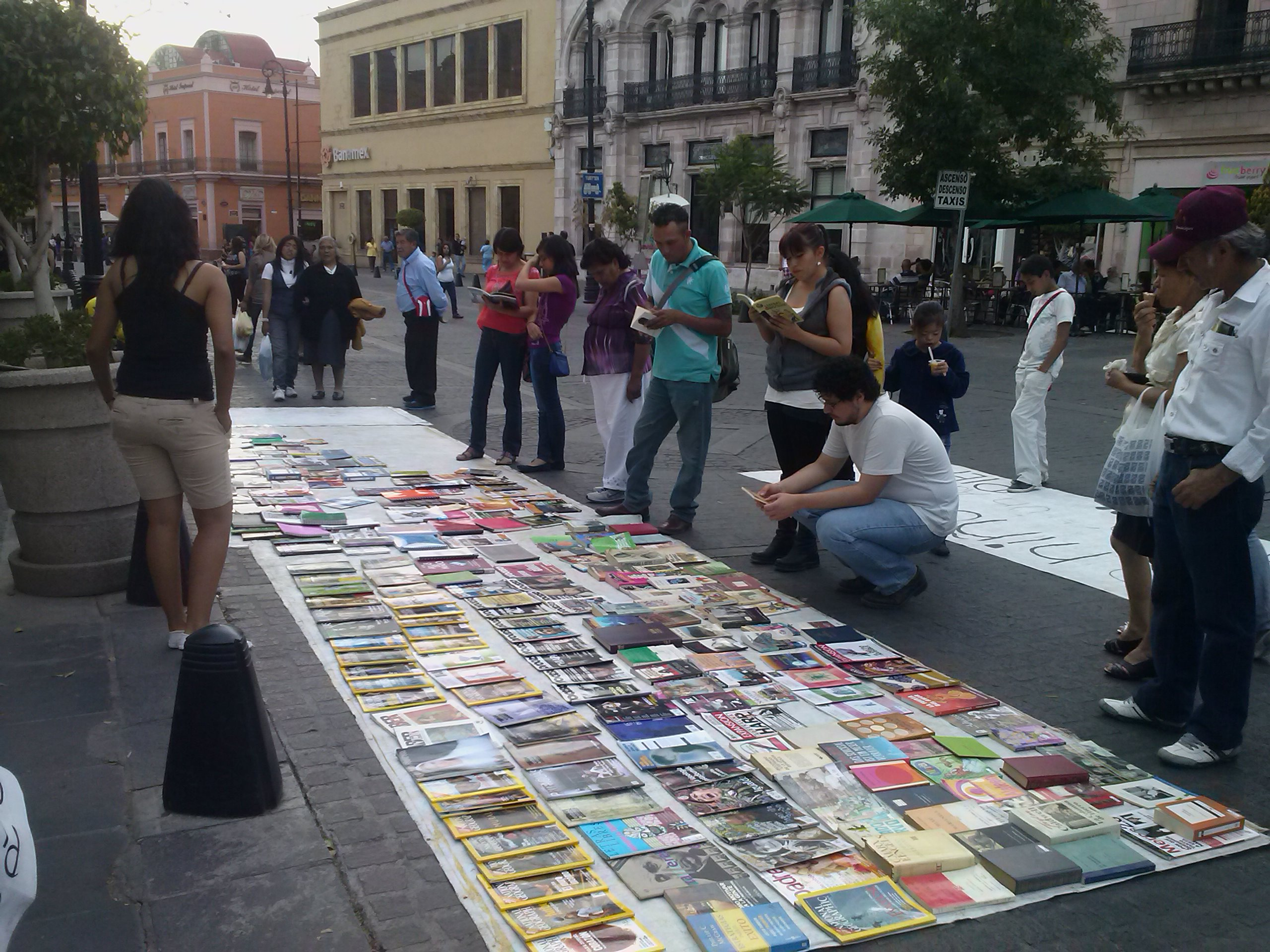
Libros vagabundos en actividad

2. Registrar los datos del libro con un mediador
  1. Nombre del libro
  2. Fecha de salida
  3. Fecha de regreso (Máximo 4 semanas)
  4. Dirección de solicitante
  5. Nombre
  6. Teléfono Celular
3. Leer el libro
4. Regresarlo a la fecha comprometida
5. Entregar donación
6. Tomar Otro libro
  1. De la 2.ª-5.ª vez, sólo 2 libros por vez.
  2. >6.ª vez. Máx 4 libros.

La efectividad del crecimiento en el aservo está relacionado con los préstamos de gente "nueva". La primera vez que se presta un libro, al momento de devolverlo se espera que entregues una donación como "inscripción" al sistema, con el mero objetivo de expandir las opciones de la gente para elegir un libro, el resto de donaciones es personal.

## Libros Vagabundos en distintas ciudades/estados
Las ciudades o estados representados son las que han sido capacitadas por Libros Vagabundos y publicadas por su página oficial en la red social Facebook al uno de enero de 2014 o estimadas. A pesar de esto, se estima que hay muchos grupos no oficiales usando el nombre con el mismo propósito. Se comenta la mención casos por Estado y no ciudad en lugares donde se celebran diferentes actividades en múltiples comunidades de un mismo estado, o no ha sido claramente especificada la localización del colectivo en el estado/ciudad.
| - Libros Vagabundos Aguascalientes - Libros Vagabundos Xalapa - Libros Vagabundos Durango - Libros Vagabundos Chiapas - Libros Vagabundos Monterrey - Libros Vagabundos Guadalajara - Libros Vagabundos Morelia | - Libros Vagabundos San Luis Potosí - Libros Vagabundos Yucatán - Libros Vagabundos Oaxaca - Libros Vagabundos Zacatecas - Libros Vagabundos La Paz - Libros Vagabundos Leon - Libros Vagabundos Cuernavaca | - Libros Vagabundos Distrito Federal - Libros Vagabundos San Luis Potosí - Libros Vagabundos Torreón - Libros Vagabundos Saltillo - Libros Vagabundos Guanajuato - Libros Vagabundos Puebla - Libros Vagabundos Pachuca | - Libros Vagabundos Ecuador - Libros Vagabundos Colombia - Libros Vagabundos Perú - Libros Vagabundos Honduras - Libros Vagabundos Guatemala |